# Савельев, Александр Фёдорович
Александр Фёдорович Савельев (1921—1945) — советский военнослужащий, старший лейтенант Рабоче-крестьянской Красной Армии, участник Великой Отечественной войны, Герой Советского Союза (1945).

## Биография
Александр Савельев родился 15 июня 1921 года в селе Ивановка Старомайнский район Ульяновская область. В 13 лет он переехал к брату в поселок Решетиху Горьковской области (ныне — Володарский район Нижегородской области). После окончания восьми классов школы работал слесарем. В декабре 1941 года Савельев был призван на службу в Рабоче-крестьянскую Красную Армию. В 1943 году он окончил Хабаровское пехотное училище. С июня того же года — на фронтах Великой Отечественной войны. В боях был ранен.
К июлю 1944 года лейтенант Александр Савельев командовал 6-й ротой 745-го стрелкового полка 141-й стрелковой дивизии 1-й гвардейской армии 1-го Украинского фронта. Отличился во время освобождения Украинской ССР. 23 июля 1944 года в бою под городом Яворов Львовской области рота Савельева атаковала противника и захватила его позиции, при этом практически не имея потерь. 25 июля она переправилась через Днестр и захватила плацдарм на его берегу, отразив 5 контратак противника. 27 июля 1944 года во время боя за Станислав Савельев лично уничтожил 4 пулемётных расчёта противника.

Указом Президиума Верховного Совета СССР от 24 марта 1945 года за «образцовое выполнение боевых заданий командования на фронте борьбы с немецкими захватчиками и проявленные при этом мужество и героизм» лейтенант Александр Савельев был удостоен высокого звания Героя Советского Союза. Орден Ленина и медаль «Золотая Звезда» он получить не успел, так как в последующих боях получил тяжёлое ранение, от которого умер в госпитале 9 мая 1945 года.
Похоронен в городе Добржиш в Чехии.

## Награды
Удостоен высокого звания Героя Советского Союза. Орден Ленина и медаль «Золотая Звезда».
Был также награждён орденами Отечественной войны 1-й и 2-й степеней, двумя орденами Красной Звезды, рядом медалей.

## Память
- Памятник-бюст Савельева А. Ф. (Ст. Майна).В честь Савельева названа улица и установлен бюст в Решетихе[2].
- Бюст Савельева установлен на Аллее Героев в посёлке Старая Майна.